# Justo Lukban

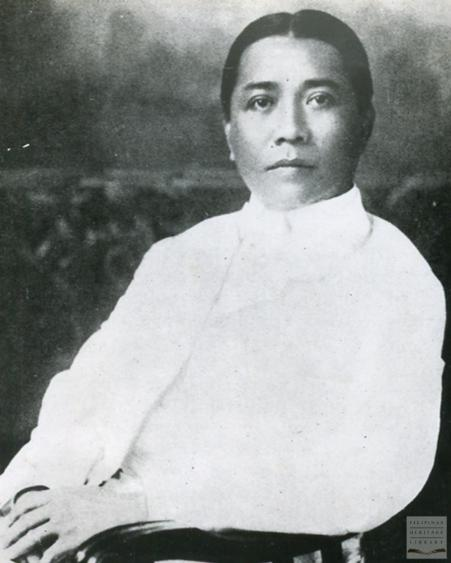
Justo Lukban in 1917

Justo Lukban (Labo, 28 mei 1863 - 2 september 1927) was een Filipijns medicus en politicus. Lukban werd gekozen in de Filipijnse Assemblee en was van 1917 tot 1920 burgemeester van de Filipijnse hoofdstad Manilla.

## Biografie
Justo Lukban werd geboren in Labo, tegenwoordig gelegen in de Filipijnse provincie Camarines Norte. Hij was het tweede kind uit een gezin van zes kinderen van Agustin Lukban en Andrea Rillon. Een van zijn drie broers was generaal Vicente Lukban. Hij behaalde een Bachelor of Arts-diploma aan het Colegio de San Juan de Letran. Aansluitend studeerde Lukban medicijnen aan de University of Santo Tomas. In 1888 behaalde hij zijn licentiaat medicijnen en begon hij een praktijk in Manilla.
Na de uitbraak van de Filipijnse revolutie sloot Lukban zich net als zijn broer Vicente aan bij revolutionaire beweging. Nadat in december 1897 het Pact van Biak-na-Bato werd gesloten vertrok Lukban samen met Emilio Aguinaldo en andere Filipijnse leiders naar Hongkong, waar ze in vrijwillige ballingschap leefden. In augustus 1898 werd hij door Lukban benoemd tot lid van het Centrale Directoraat van de militaire junta in Hongkong. Na zijn terugkeer in de Filipijnen in 1898 was Lukban namens de provincie Camarines een van de leden van het Malolos Congres. Hij was lid van de Council of Defense and Aid en directeur van de faculteit medicijnen van de nieuw opgerichte Universidad Literaria de Filipinas. Ook wist hij een bedrag van 200.000 peso op te halen ter voor de revolutionaire regering.
Toen het Filipijnse revolutionaire leger in centraal Luzon verslagen was door de Amerikanen, was Lukban een van de onderhandelaars over een vreedzame overgave aan de VS. Hij had op dat moment de rang van majoor. Na zijn overgave werd hij door de Amerikanen benoemd tot militair inspecteur voor sanitaire gezondheidszorg. In 1902 richtte Lukban samen met Jose Maria de la Vina, León María Guerrero, Pascual Ledesma, Pablo Ocampo en Mariano Adriatico de Partido Democrata op, de voorloper van de Nacionalista Party die later dat jaar werd opgericht. 
In 1906 was Lukban redacteur van La Independencia, een krant waarin gepleit werd voor Filipijnse autonomie. In 1907 deed hij namens het 1e kiesdistrict van Manilla mee aan de verkiezingen voor de Filipijnse Assemblee. Hij verloor de verkiezingen echter van Dominador Gomez. Deze nam in juni 1908 ontslag toen bleek dat hij een Spaans staatsburger was. De speciale verkiezing voor de vacante zetel werd daarop door Lukban gewonnen. Aan het einde van zijn termijn in 1909 werd Lukban herkozen. Ditmaal tekende Gomez met succes beroep aan tegen de uitslag, omdat Lukban niet voldeed aan de eis dat een kandidaat woonachtig dient te zijn in zijn kiesdistrict. Lukban diende daarop op zijn beurt zijn ontslag in en Gomez won de speciale verkiezing voor de vacante zetel.
In 1917 werd Lukan benoemd tot burgemeester van Manilla. In zijn termijn als burgemeester werd Rizal Avenue aangelegd en werd de Jones Bridge gebouwd. Lukban werd als burgemeester echter voornamelijk bekend door zijn pogingen om Manilla te ontdoen van prostituees. In oktober 1918 liet hij een grote groep dames van lichte zeden per schip naar Mindanao brengen. De zaak veroorzaakte een controverse nadat de Filipijnse pers erover berichtte. In 1920 benoemde gouverneur-generaal van de Filipijnen Leonard Wood hem tot president van de Board of Appeals.
Lukban overleed in 1927 op 64-jarige leeftijd aan de gevolgen van hartproblemen.